# Mwaro (tỉnh)
Mwaro là một trong 18 tỉnh của Burundi.

## Hành chính
Tỉnh được chia thành 6 xã:
- Bisoro
- Gisozi
- Kayokwe
- Ndava
- Nyabihanga
- Rusaka